# ادسون سلولاری
اِدسون سلولاری (انگلیسی: Edson Celulari؛ زادهٔ ۲۰ مارس ۱۹۵۸) یک هنرپیشه اهل برزیل است.
از فیلم‌های او می‌توان به آسا برانکا: یک رؤیای برزیلی اشاره کرد.